# Costa de Marfil en los Juegos Olímpicos de Montreal 1976
Costa de Marfil estuvo representada en los Juegos Olímpicos de Montreal 1976 por ocho deportistas, siete hombres y una mujer, que compitieron en atletismo.
El equipo olímpico marfileño no obtuvo ninguna medalla en estos Juegos.